# Scarlet Days
Scarlet Days é um filme mudo norte-americano de 1919 em longa-metragem, do gênero western, produzido e dirigido por D. W. Griffith, lançado pela Paramount/Artcraft Pictures, sendo um afiliado da Paramount. Este filme encontra-se conservada no Museu de Arte Moderna dos Estados Unidos, mas é considerado como um dos piores filmes de Griffith.

## Elenco
- Richard Barthelmess ... Alvarez
- Eugenie Besserer ... Rosie Nell
- Carol Dempster ... Lady Fair
- Clarine Seymour ... Chiquita
- Ralph Graves ... Randolph
- George Fawcett
- Walter Long
- Kate Bruce
- Rhea Haines
- Adolph Lestina
- Herbert Sutch
- J. Wesley Warner